# Wiącek (nazwisko)
Wiącek (forma żeńska: Wiącek; liczba mnoga: Wiąckowie) – nazwisko Polskie.

## Etymologia
Należy do grupy nazwisk odimiennych, powstało poprzez zdrobnienie słowiańskiego imienia Więcesław = Wiaczesław = Vyacheslav. Równoważnym wariantem jest Więcek.

Nazwisko to mozna znaleźć w kronikach polskich z końca 15go wieku. Mogło ono być wtedy zapisywane rozwnież jako „Wyaczek” lub „Wyanczek”.

## W innych językach słowiańskich
W języku rosyjskim jednym ze zdrobnień Wiaczesława jest „Wiaczek” = „Виачек”.

## Demografia
Według bazy PESEL 19.01.2024 nazwisko to nosiło 3581 Polek i 3584 Polaków.